# We Were the Lucky Ones
We Were the Lucky Ones ist eine US-amerikanische Miniserie, basierend auf dem gleichnamigen Historienroman der US-amerikanischen Schriftstellerin Georgia Hunter. Die im Jahr 2024 veröffentlichte Miniserie erzählt von einer polnisch-jüdischen Familie während des Zweiten Weltkriegs.

## Handlung
Eine polnisch-jüdische Familie ist entschlossen, zu überleben und wieder zusammenzukommen, nachdem sie im Zweiten Weltkrieg getrennt wurde.

## Produktion
Erica Lipez fungierte bei der Produktion der Miniserie als Showrunner und Executive Producer. Die Drehbuchvorlage, der gleichnamige Historienroman, wurde im Jahr 2017 veröffentlicht. Beim Schreiben bediente sich Autorin Georgia Hunter bei der eigenen Familiengeschichte; ihr Großvater hatte den Holocaust überlebt. Für die Miniserie wurden mit Joey King, Logan Lerman ebenfalls Personen gecastet, von denen Familienangehörige den Holocaust überlebten. Die Dreharbeiten, die hauptsächlich in Bukarest, Málaga und Cádiz stattfanden, begannen im Dezember 2022 und endeten im Frühling 2023.

## Veröffentlichung
Die Premiere der Miniserie fand am 28. März 2024 auf dem US-Streamingdienst Hulu statt. Im deutschsprachigen Raum erfolgte die Erstveröffentlichung der Miniserie am 19. Juni 2024 durch Disney+ via Star als Original.

## Besetzung und Synchronisation
Die deutschsprachige Synchronisation entstand nach den Dialogbüchern von Stefan Wellner sowie unter der Dialogregie von Andreas Drost durch die Synchronfirma Lavendelfilm in Potsdam.
| Rolle           | Schauspieler       | Synchronsprecher     |
| --------------- | ------------------ | -------------------- |
| Halina Kurc     | Joey King          | Alice Bauer          |
| Addy Kurc       | Logan Lerman       | Konrad Bösherz       |
| Genek Kurc      | Henry Lloyd-Hughes | Sebastian Schulz     |
| Jakob Kurc      | Amit Rahav         | Florian Clyde        |
| Mila Kurc       | Hadas Yaron        | Jill Böttcher        |
| Sol Kurc        | Lior Ashkenazi     | Thomas Schmuckert    |
| Nechuma Kurc    | Robin Weigert      | Juana von Jascheroff |
| Adam Eichenwald | Sam Woolf          | Florian Hoffmann     |
| Bella Tatar     | Eva Feiler         | Sarah Alles          |
| Herta Seifert   | Moran Rosenblatt   | Schaukje Könning     |
| Eliska Lowbeer  | Lihi Kornowski     | Ilona Brokowski      |
| Madame Lowbeer  | Marin Hinkle       | Heike Beeck          |
| Rahel           | Marina Bye         | Stefanie Masnik      |
| Julia           | Gabriela Calun     | Carmen Katt          |
| Administrator   | Nico Birnbaum      | Nico Birnbaum        |

## Episodenliste
| Nr. | Deutscher Titel | Originaltitel   | Erstveröffentlichung (USA) | Deutschsprachige Erstveröffentlichung (D/A/CH) | Regie          | Drehbuch            |
| --- | --------------- | --------------- | -------------------------- | ---------------------------------------------- | -------------- | ------------------- |
| 1   | Radom           | Radom           | 28. März 2024              | 19. Juni 2024                                  | Thomas Kail    | Erica Lipez         |
| 2   | Lemberg         | Lvov            | 28. März 2024              | 19. Juni 2024                                  | Amit Gupta     | Erica Lipez         |
| 3   | Sibirien        | Siberia         | 28. März 2024              | 19. Juni 2024                                  | Amit Gupta     | Adam Milch          |
| 4   | Casablanca      | Casablanca      | 4. Apr. 2024               | 19. Juni 2024                                  | Neasa Hardiman | Anya Meksin         |
| 5   | Ilha das Flores | Ilha Das Flores | 11. Apr. 2024              | 19. Juni 2024                                  | Neasa Hardiman | Jonathan Caren      |
| 6   | Warschau        | Warsaw          | 18. Apr. 2024              | 19. Juni 2024                                  | Amit Gupta     | Eboni Booth         |
| 7   | Monte Cassino   | Monte Cassino   | 25. Apr. 2024              | 19. Juni 2024                                  | Neasa Hardiman | Adam Milch & Tea Ho |
| 8   | Rio             | Rio             | 2. Mai 2024                | 19. Juni 2024                                  | Thomas Kail    | Erica Lipez         |